# سه‌گانه مک‌دونالد
سه‌گانه مک‌دونالد یا حالات سه‌گانه دونالد به تئوری‌ای گفته می‌شود که در آن یک کودک در صورت داشتن دو یا سه رفتار خاص می‌تواند برای جامعه و اطرافیانش خطرناک محسوب شود. این تعریف که حاصل مطالعات روان‌شناس اهل ایالات متحده جان مک‌دونالد است، همه افرادی را که در کودکی دچار جنون آتش‌افروزی، شب‌ادراری و حیوان‌آزاری بوده‌اند را جزو گروه خطر قرار می‌دهد. در واقع، این سه‌گانه معتقد است افرادی که صاحب این حالات در کودکی بوده‌اند، پتانسیل تبدیل شدن به یک قاتل زنجیره‌ای یا تبهکار حرفه‌ای را دارند.

## تحقیقات
جان مک‌دونالد آمریکایی پس از بررسی صدها پرونده جنایی به این نتیجه رسید که وجود رفتارهای خاص در دوران کودکی این افراد، سبب بروز ناهنجاری‌های اجتماعی شده‌است. این نتیجه‌گیری پس از بررسی دوران کودکی چندین قاتل زنجیره‌ای به صورت یک تئوری منسجم منتشر شد. جان مک‌دونالد برای اولین بار این نظریه را در مجله روان‌پزشکی ایالات متحده به چاپ رساند. روند انجام این پژوهش به نسبت سایر پژوهش‌ها و مقالات علمی، زمان کمتری به خود اختصاص داد و با تیمی کوچک شامل دانیل هلمن، ناتان بلکمن، عوامل اف‌بی‌آی و رابرت کلسل رزلر به کار خود پایان داد.

## شروط سه‌گانه
چکیده این تئوری روی سه تعریف زیر تمرکز دارد و معتقد است هر کودکی دو یا سه عامل این سه‌گانه را در طول کودکی یا نوجوانی داشته باشد، بدون هیچ تردیدی در بزرگسالی عامل تخریب جامعه خود می‌شود. صاحب این نظریه معتقد است همه افرادی که صاحب این حالات هستند به گونه‌ای و دسته‌ای از ناهنجاری‌های اجتماعی دچار خواهند شد و درجه‌بندی خشونت آنان به عوامل دیگری نیز بستگی دارد.

### شب‌ادراری
این حالت باید در سن دو تا پنج سالگی و حداقل هفته‌ای دو مرتبه صورت گیرد تا فرد در لیست کودکان دارای مشکل شب‌ادراری گذاشته شود. طبق نظریه سه‌گانه مک‌دونالد هر چه دفعات و زمان شب‌ادراری بیشتر باشد مشکلات شخصیتی این کودکان در بزرگسالی خطرناک‌تر خواهد بود.

### حیوان‌آزاری
این مورد یکی از فاکتورهای مهم سه‌گانه مک‌دونالد است. در تحقیقات صورت گرفته توسط این تیم مشخص شد که کودکان حیوان‌آزار از طرف جامعه و خانواده دچار تحقیر و سرکوب ذهنی شدیدی شده‌اند. آلن برانتلی افسر ویژه اف‌بی‌آی پس از مطالعات پرونده‌های گوناگون به این نتیجه رسید که کودکان حیوان‌آزار این خشونت درونی خودشان را به این دلیل روی حیوانات پیاده می‌کنند تا از نظر روانی ارضا شوند. او اعتقاد داشت که این افراد حیوان‌آزاری را به عنوان یک تمرین در نظر می‌گیرند تا در سنین بالاتر استرس کمتری از قتل و آدم‌کشی داشته باشند.

### تجاوز جنسی
در تحقیقات صورت گرفته تیم جان مشخص شد که ۹۶ درصد قاتلان زنجیره‌ای در کودکی مورد سوءاستفاده جنسی از طرف خانواده و افراد جامعه قرار گرفته‌اند. این مقیاس مهمی در سه‌گانه مک‌دونالد است و تنها عاملیست که به تنهایی در جدول، امتیازی بالا کسب می‌کند. دلیل این اهمیت، فوران احساسات منفی این کودکان پس از تجاوز جنسی است که به صورت وحشتناک و خشن در جامعه نمود پیدا می‌کند.